# Lymeon rufoalbus
Lymeon rufoalbus là một loài tò vò trong họ Ichneumonidae.